# Ajalonské údolí
Ajalonské údolí (hebrejsky עמק איילון, Emek Ajalon) je údolí na Západním břehu Jordánu a v Izraeli.

## Geografie

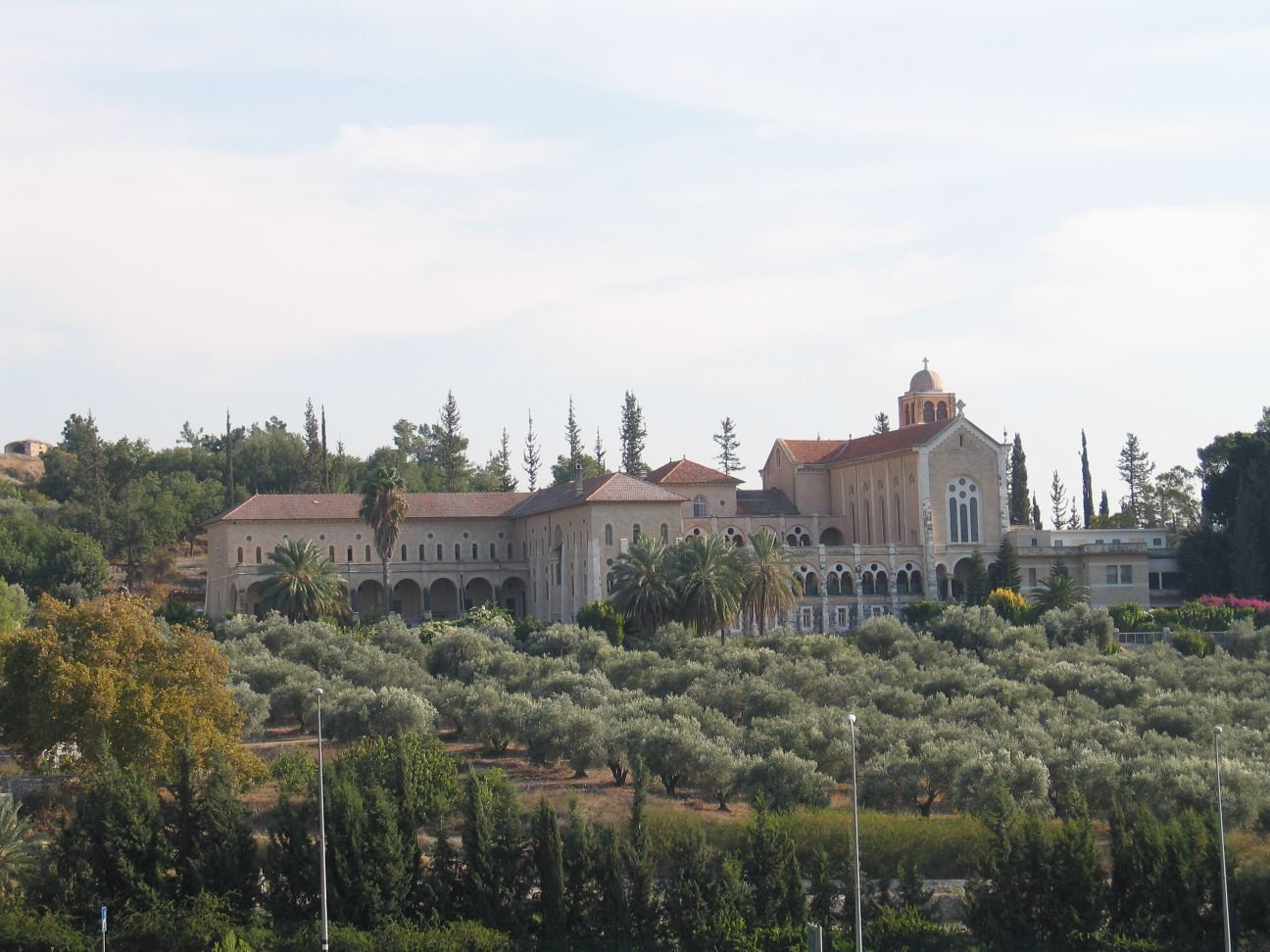
Klášter Latrun

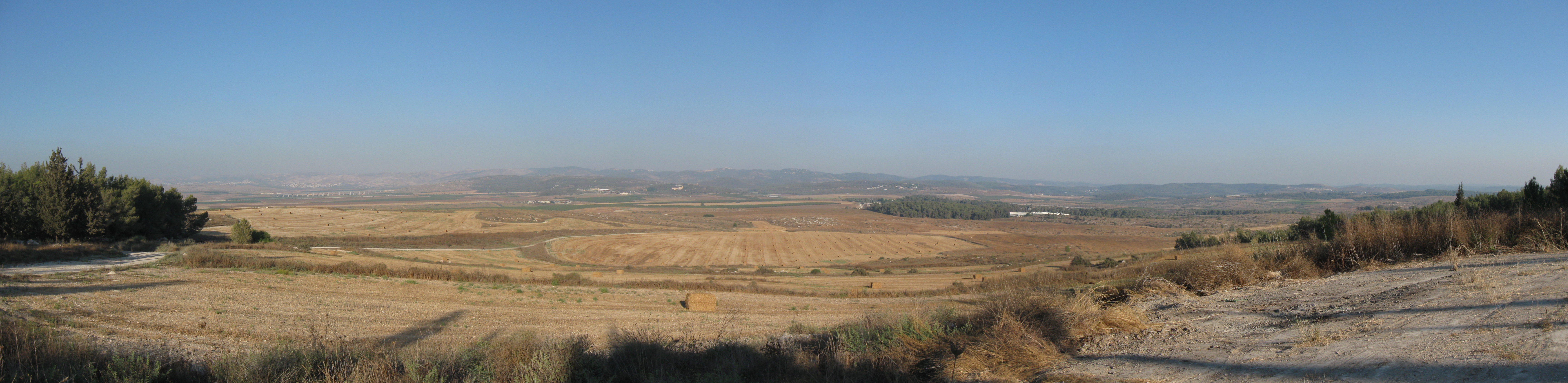
Panoramatický pohled na Ajalonské údolí z lesa Ja'ar ha-Maginim

Nachází se v místech, kde vodní tok Nachal Ajalon opouští hornatou krajinu Judských hor a vstupuje do široké sníženiny, která je již výběžkem pobřežní nížiny. Leží v nadmořské výšce okolo 150–200 metrů. Na severu ho vymezují pahorky okolo města Modi'in-Makabim-Re'ut, na jihu vyvýšený hřbet Latrunu, na východě okraj Judských hor.

Do Nachal Ajalon zde ústí četné další toky. Od severovýchodu vádí Nachal Bejt Choron, od východu Nachal Bejt Chanan, Nachal Kfira (s přítokem Nachal Jitla), dále Nachal Nachšon. Samotné území údolí je jen řídce zalidněno. Stojí tu vesnice Nof Ajalon, Mevo Choron, Ša'alvim. Na západě Nachšon, Kfar Bin Nun nebo Mišmar Ajalon. Na západě leží na okraji údolí les Ja'ar ha-Maginim.
Údolí leží na pomezí Izraele v mezinárodně uznávaných hranicích a Západního břehu Jordánu. Jeho část byla do roku 1967 součástí takzvaného latrunského výběžku, který navíc obklopovalo silné nárazníkové pásmo. V roce 1967 Izrael dobyl celé Ajalonské údolí a fakticky, byť ne oficiálně, je anektoval. Vysídlil tři arabské vesnice v latrunském výběžku a napříč údolím trasoval dálnici číslo 1 spojující Tel Aviv a Jeruzalém.
V 1. a 2. dekádě 21. století byla přes údolí vedena trasa nové vysokorychlostní železniční tratě Tel Aviv – Jeruzalém, s inženýrsky složitým mostem přes Ajalonské údolí, který je s délkou 1,2 km nejdelší mostní stavbou v Izraeli.

## Biblický význam
Lokalita Ajalon je opakovaně zmiňována v Bibli. V Knize Jozue 19,42 se zde připomíná město patřící kmenu Dan. 1. kniha Samuelova 14,31 byl Ajalon zmiňován jako místo bitvy mezi králem Saulem a Pelištejci.